# What’s Next
What’s Next ist ein Jazzalbum von des Uptown Jazz Tentet. Die am 22. Juni 2018 im Studio Sear Sound, New York City, entstandenen Aufnahmen erschienen am 1. Oktober 2020 auf Jon Irabagons Label Irabbagast.

## Hintergrund
Der in New York lebende Posaunist Willie Applewhite brachte die Idee auf, mit Freunden eine neue Big Band zu gründen. 2016 wurde dann das Uptown Jazz Tentet gegründet, das von Applewhite mit dem Trompeter Brandon Lee und dem Posaunisten James Burton III gemeinsam geleitet wurde. Nachdem sie mehrere Jahre vor einem Live-Publikum gespielt haben, legten sie 2017 ein erstes Album vor, There It Is. What’s Next ist ihre zweite Veröffentlichung, die ebenfalls auf Irabbagast Records erschien.  das zweite Album der Gruppe; die Musik der zehn Spieler basiert auf den Traditionen der Big Bands von Billy Strayhorn, Gil Evans, Duke Ellington und anderen.
Das Album beginnt mit „Uptown Bass Hit“, dessen Riff an Dizzy Gillespies „One Bass Hit“ von 1946 gelehnt wurde. Komponiert wurde es von Willie Applewhite. Der Titeltrack, das von einem anderen Co-Leader, dem Trompeter Brandon Lee, geschrieben wurde, ist von Stücken wie Joe Hendersons „Inner Urge“ (von dessen gleichnamigen Blue-Note-Album von 1964) und „Black Narcissus“ von dessen Milestone-Album Power To The People (1969) inspiriert. Es vermittelt auch starken Einfluss der Hardbop-Hymnen von Art Blakey und den Jazz Messengers, notierte Matt Silver. Auf dem von Wayne Shorter stammenden Titel „Infant Eyes“ (von Shorters Speak No Evil), spielt Carl Maraghi die Hauptrolle von Shorter, interessanterweise auf dem Baritonsaxophon.
Maraghi ist dann auch Solist auf dem Baritonsaxophon in der von Ornette Coleman inspirierten Nummer „Brambin’“. von James Burton III stammt das Arrangement von Kenny Barrons „Voyage“ (von dessen Album What If?, 1986), in dem Burton III auf der Bassposaune herausgestellt ist.  Burton III schrieb auch das an Count Basie erinnernde Arrangement von Milt Jacksons „SKJ“, ein Titel von dessen LP Bags Meets Wes! (1962) mit Wes Montgomery. In „Mance’s Dance“, eine Boogaloo-Nummer, die ursprünglich für den Pianisten Junior Mance geschrieben wurde, ist Andrew Gutauskas Solist auf dem Altsaxophon, sowie der Komponist und Arrangeur der Melodie, Tatum Greenblatt auf der Trompete. Greenblatt und Sektionskollege Brandon Lee sind wiederum Solisten in dem um Burton IIIaArrangierten Ellington-Titel „In a Sentimental Mood“im Mambo-Stil.

## Titelliste
- Uptown Jazz Tentet: What’s Next

1. Uptown Bass Hit 3:58
2. What’s Next 7:33
3. SKJ (Milt Jackson) 5:55
4. Change 6:42
5. Bramblin’ 5:41
6. Pursue 5:22
7. Mance’s Dance 7:00
8. Infant Eyes (Wayne Shorter) 7:02
9. In a Sentimental Mood  (Duke Ellington) 4:30
10. Voyage (Kenny Barron) 6:20

Alle weiteren Kompositionen und die gesamten Arrangements stammen von den Co-Leadern sowie von Tatum Greenblatt.

## Rezeption

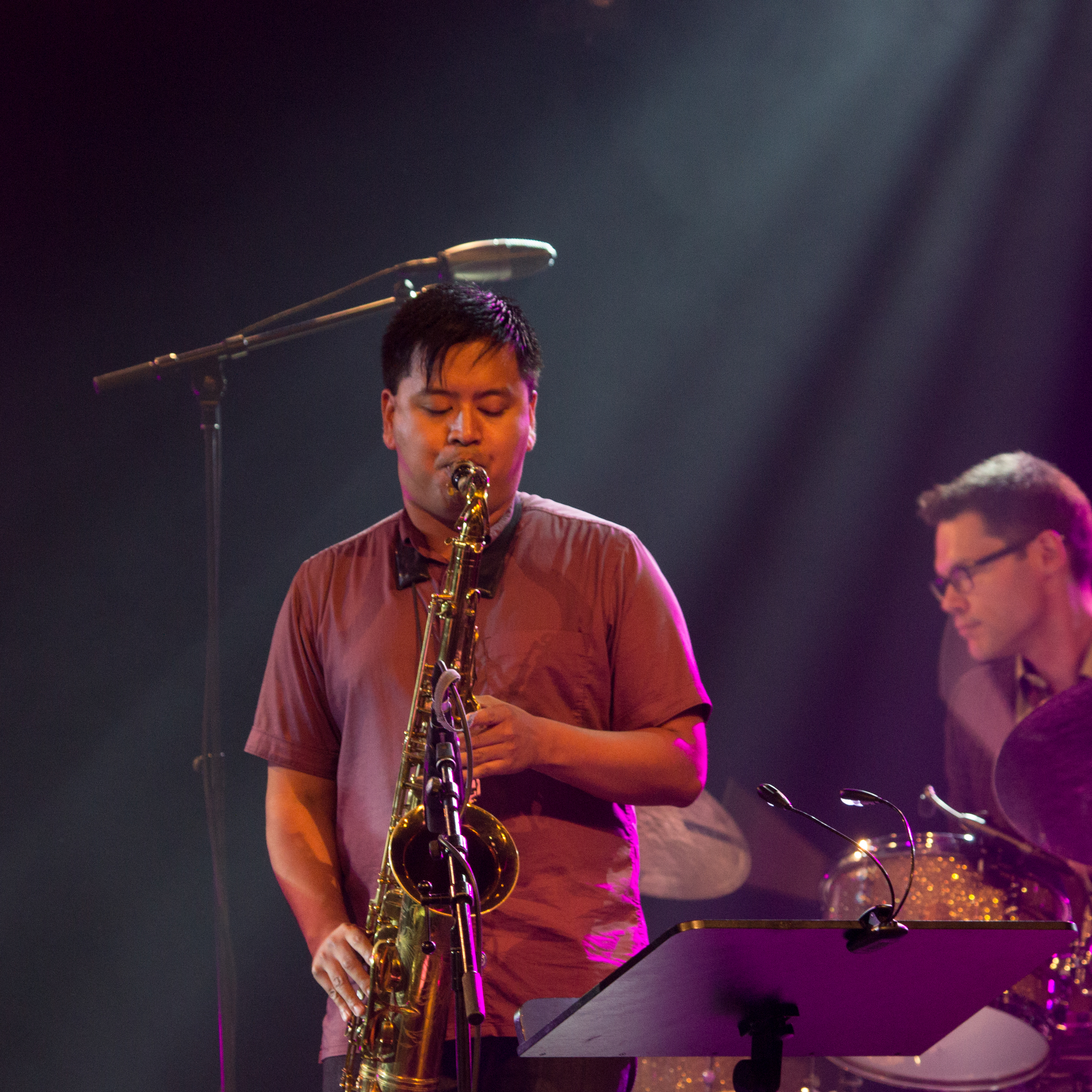
Jon Irabagon (2014)

Frank Griffith schrieb in London Jazz News, die Band verdanke ihren einzigartigen Sound der musikalischen Kompetenz ihrer Mitglieder, verbunden mit den Vorzügen jahrelanger Freundschaft zwischen ihnen. Ihre CD biete eine immer weiter fortschreitende Studie über Orchestrierung, Mischung und Groove in einem Klima sich schnell verändernder politischer, sozialer und künstlerischer Bedingungen. What’s Next kombiniere effektiv eine nahtlose Mischung aus Originalstücken und erfrischenden und inspirierten Überarbeitungen von Jazzklassikern. Dazu gehören „SKJ“ von Milt Jackson, Duke Ellingtons „In a Sentimental Mood“, „Infant Eyes“ von Wayne Shorter und Kenny Barrons epische Uptempo-Nummer „Voyage“. What’s Next behandle eine Vielzahl von Stimmungen, Stilen und Texturen, die alle von diesem makellosen, aber kreativen und einzigartigen Ensemble brillant ausgeführt würden, resümiert der Autor.
Nach Ansicht von Edward Blanco, der das Album in All About Jazz mit viereinhalb Sternen auszeichnete, handelt es sich um eine bemerkenswerte Session mit zeitgenössischer Big-Band-Musik. What’s Next könne definitiv als Musik bezeichnet werden, die starke Aufmerksamkeit erzeuge, ein musikalisches Statement von zehn Weltklasse-Jazzmusikern. Wenn What’s Next ein Indikator sei, könne man sich schon die explosiven musikalischen Momente vorstellen, die noch kommen werden.
Ebenfalls in All About Jazz schrieb Jack Bowers, ein Tentett sei ein ziemlich seltsamer Vogel; einerseits sei es zu groß, um als kleine Gruppe bezeichnet zu werden, andererseits zu klein, um als Big Band bezeichnet zu werden. Es befinde sich irgendwo in der Nähe der Ränder und bilde [bestenfalls] sein eigenes musikalisches Profil. Das Uptown Jazz Tentet habe den Aspekt der Band-Größe beiseite gelassen und mit dem Album eine eigene musikalische Stimme geschaffen, die so leuchtend, expansiv und resonant sei, wie man es von jeder Gruppe hören können, unabhängig von ihrer Größe.
Matt Silver meinte im Sender WRTI, einer öffentlichen Radiostation aus Philadelphia, der kraftvolle, raffinierte und relativ zurückhaltende Ansatz des Uptown Jazz Tentet gehe über den markigen Albumtitel hinaus. Die Substanz von What’s Next seien die ehrgeizigen, oft brandaktuellen Arrangements von Kompositionen von Wayne Shorter, Milt Jackson, Kenny Barron und Duke Ellington sowie Originale, die von Junior Mance, Ornette Coleman, Joe Henderson und Dizzy Gillespie gleichermaßen inspiriert wurden; dies mache es zu einer würdigen Ergänzung jeder Plattensammlung.